# Фехтування на літніх Олімпійських іграх 1928
Олімпійський турнір з фехтування 1924 року пройшов у рамках IX Олімпійських ігор у Амстердамі, Нідерланди.

## Медальний залік
| Місце | Країна                | Золото | Срібло | Бронза | Загалом |
| ----- | --------------------- | ------ | ------ | ------ | ------- |
| 1     | Франція (FRA)         | 2      | 3      | 0      | 5       |
| 2     | Італія (ITA)          | 2      | 1      | 2      | 5       |
| 3     | Угорщина (HUN)        | 2      | 1      | 0      | 3       |
| 4     | Німеччина (GER)       | 1      | 1      | 1      | 3       |
| 5     | Велика Британія (GBR) | 0      | 1      | 0      | 1       |
| 6     | Аргентина (ARG)       | 0      | 0      | 1      | 1       |
| 6     | Польща (POL)          | 0      | 0      | 1      | 1       |
| 6     | Португалія (POR)      | 0      | 0      | 1      | 1       |
| 6     | США (USA)             | 0      | 0      | 1      | 1       |

## Медалісти
Чоловіки
| Змагання                  | Золото | Срібло                                                                                            | Бронза |
| ------------------------- | --- | ------------------------------------------------------------------------------------------------- | --- |
| Шпага, особиста першість  | Люсьєн Годен · Франція                                                                                                 | Жорж Бюшар · Франція                                                                              | Джордж Калнан · США                                                                                            |
| Шпага, командна першість  | Італія (ITA) Джуліо Баслетта Марчелло Бертінетті Джанкарло Корнаджа-Медічі Карло Агостоні Ренцо Мінолі Франко Ріккарді | Франція (FRA) Жорж Бюшар Гастон Амсон Еміль Корнік Бернар Шмец Рене Барб'є                        | Португалія (POR) Пауло Леал Маріо де Норонха Жорже де Пайва Фредеріко Паредес Жао Сассатті Енріке да Сільвейра |
| Рапіра, особиста першість | Люсьєн Годен · Франція                                                                                                 | Ервін Касмір · Німеччина                                                                          | Джуліо Гаудіні · Італія                                                                                        |
| Рапіра, командна першість | Італія (ITA) Уго Піньойтті Джуліо Гаудіні Джорждо Пессіна Доакіно Гваранья Оресте Пуліті Джорджіо К'яваччі             | Франція (FRA) Філіпп Катьйо Роже Дюкре Андре Лабатю Люсьєн Годен Раймон Флаше Андре Габорьо       | Аргентина (ARG) Роберто Ларрас Рауль Ангануцці Луіс Лукетті Ектор Лукетті Кармело Каме                         |
| Шабля, особиста першість  | Одьон Терстянські · Угорщина                                                                                           | Аттіла Печауер · Угорщина                                                                         | Біно Біні · Італія                                                                                             |
| Шабля, командна першість  | Угорщина (HUN) Одьон Терстянські Янош Гарай Аттіла Печауер Йожеф Ріді Шандор Гомбош Дьюла Глікаіш                      | Італія (ITA) Біно Біні Оресте Пуліті Джуліо Сарроккі Ренато Ансельмі Еміліо Салафія Густаво Марці | Польща (POL) Адам Папе Тадеуш Фрідріх Казімеш Ласковський Владислав Сегда Александр Малецький Єжи Забельський  |

Жінки
| Змагання                  | Золото                   | Срібло                           | Бронза                    |
| ------------------------- | ------------------------ | -------------------------------- | ------------------------- |
| Рапіра, особиста першість | Хелена Майєр · Німеччина | Муріель Фріман · Велика Британія | Ольга Елькерс · Німеччина |